# Afrosoricida
Ordre
Sous-ordres de rang inférieur
- Chrysochloridea
- Tenrecomorpha

Les Afrosoricida sont un ordre de Mammifères placentaires du super-ordre des Afrothériens. Cet ordre récent n'a été reconnu qu'en 2008 par MSW. Auparavant ses familles étaient placées dans l'ordre des Insectivora.

## Classification
Certains auteurs placent les familles dans des sous-ordres, d'autres non.

### Liste des sous-taxons
Selon Mammal Species of the World (version 3, 2005)  (27 mai 2014) et ITIS (27 mai 2014) :
- ordre Afrosoricida Stanhope, 1998
  - sous-ordre Chrysochloridea Broom, 1915
    - famille Chrysochloridae Gray, 1825
      - sous-famille Amblysominae Simonetta, 1957
        - genre Amblysomus Pomel, 1848
        - genre Calcochloris Mivart, 1867
        - genre Neamblysomus Roberts, 1924

      - sous-famille Chrysochlorinae Gray, 1825
        - genre Carpitalpa Lundholm, 1955
        - genre Chlorotalpa Roberts, 1924
        - genre Chrysochloris Lacépède, 1799
        - genre Chrysospalax Gill, 1883
        - genre Cryptochloris Shortridge and Carter, 1938
        - genre Eremitalpa Roberts, 1924

  - sous-ordre Tenrecomorpha Butler, 1972
    - famille Tenrecidae Gray, 1821
      - sous-famille Geogalinae Trouessart, 1881
        - genre Geogale Milne-Edwards et A. Grandidier, 1872

      - sous-famille Oryzorictinae Dobson, 1882
        - genre Limnogale Major, 1896
        - genre Microgale Thomas, 1882
        - genre Oryzorictes A. Grandidier, 1870

      - sous-famille Potamogalinae Allman, 1865
        - genre Micropotamogale Heim de Balsac, 1954
        - genre Potamogale Du Chaillu, 1860

      - sous-famille Tenrecinae Gray, 1821
        - genre Echinops Martin, 1838
        - genre Hemicentetes Mivart, 1871
        - genre Setifer Froriep, 1806
        - genre Tenrec Lacépède, 1799

## Publication originale
- Stanhope, Waddell, Madsen, de Jong, Hedges, Cleven, Kao & Springer, 1998 : « Molecular evidence for multiple origins of Insectivora and for a new order of endemic African insectivore mammals ». Proceedings of the National Academy of Sciences of the United States of America, 95-17 pp 9967-9972.